# فرودگاه محلی سوت ایست آیوا
فرودگاه محلی سوت ایست آیوا  (به انگلیسی: Southeast Iowa Regional Airport) یک فرودگاه همگانی بهره‌برداری هوایی با کد یاتا BRL است که یک باند فرود آسفالت دارد و طول باند آن ۲۰۴۳ متر است. این فرودگاه در کشور ایالات متحده آمریکا قرار دارد و در ارتفاع ۲۱۳ متری از سطح دریا واقع شده است.